# Lasiocercis ochreomaculata
Lasiocercis ochreomaculata là một loài bọ cánh cứng trong họ Cerambycidae.